# 26 شعبان
- السبت
- الأحد
- الاثنين
- الثلاثاء
- الأربعاء
- الخميس
- الجمعة

- 2525 يناير 2025
- 2626 يناير 2025
- 2727 يناير 2025
- 2828 يناير 2025
- 2929 يناير 2025
- 3030 يناير 2025
- 131 يناير 2025
- 21 فبراير 2025
- 32 فبراير 2025
- 43 فبراير 2025
- 54 فبراير 2025
- 65 فبراير 2025
- 76 فبراير 2025
- 87 فبراير 2025
- 98 فبراير 2025
- 109 فبراير 2025
- 1110 فبراير 2025
- 1211 فبراير 2025
- 1312 فبراير 2025
- 1413 فبراير 2025
- 1514 فبراير 2025
- 1615 فبراير 2025
- 1716 فبراير 2025
- 1817 فبراير 2025
- 1918 فبراير 2025
- 2019 فبراير 2025
- 2120 فبراير 2025
- 2221 فبراير 2025
- 2322 فبراير 2025
- 2423 فبراير 2025
- 2524 فبراير 2025
- 2625 فبراير 2025
- 2726 فبراير 2025
- 2827 فبراير 2025
- 2928 فبراير 2025

26 شعبان أو 26 شعبان المُعَظّم أو يوم 26 \ 8 (اليوم السادس والعشرون من الشهر الثامن) هو اليوم الثالث والثلاثون بعد المائتين (233) من أيَّام السنة (أو الرابع والثلاثون بعد المائتين لو كان شهر جمادى الآخرة مُتممًا لليوم الثلاثين أو الخامس والثلاثون بعد المائتين لو أتم كلاً من صفر وربيع الآخر وجمادى الآخرة ثلاثين يوماً) وفق التقويم الهجري القمري (العربي). يبقى بعده 121 أو 122 يومًا لانتهاء السنة.

## أحداث
- 125 هـ - مقتل الإمام يحيى بن زيد بن علي بن الحسين على يد سَورَة بن محمد، في معركة مع عمرو بن زُرارةَ الوالي الأموي على نيسابور، بأرغوية من أرض الجوزجان في خراسان.
- 1255 هـ - صدور فرمان التنظيمات العثمانية التي استهدفت إصلاح الدولة العثمانية والأخذ بيدها إلى الرقي، وذلك في عهد السلطان محمود الثاني.
- 1324 هـ - صدور مجلة «فتاة الشرق» في القاهرة لصاحبتها «لبيبة هاشم»، وتعد أشهر مجلة نسائية عربية في تلك الفترة، وقد استمرت في الصدور حتى توقفها بعد 33 سنة.
- 1374 هـ - انعقاد مؤتمر باندونغ في إندونيسيا بحضور وفود 29 دولة أفريقية وآسيوية، واستمر المؤتمر لمدة ستة أيام، وكان النواة الأولى لنشأة حركة عدم الانحياز.
- 1375 هـ - الإعلان عن استقلال المغرب من إسبانيا.
- 1387 هـ - القوات البريطانية تنسحب من عدن واليمن الجنوبي بعد تصاعد الانتفاضة الشعبية ضدها.
- 1392هـ - قيام وزير البترول السعودي أحمد زكي يماني وممثل الشركات النفطية التي لها امتيارات في منطقة الخليج، يوقعان اتفاقاً في نيويورك عُرف بـ «الاتفاق العام للمشاركة»، وقد صادقت عليه كل من السعودية والإمارات وقطر.
- 1398 هـ - الرئيس المصري محمد أنور السادات يؤسس الحزب الوطني الديمقراطي، وانظم للحزب فور تأسيسة أعضاء حزب مصر العربي الاشتراكي.
- 1410 هـ - إنشاء الاتحاد الاقتصادي لدول المغرب العربي الذي يضم الاتحادات الاقتصادية والاجتماعية لتونس والجزائر والمغرب وموريتانيا وليبيا.
- 1417 هـ - انسحاب القوات الروسية من الشيشان.
- 1419 هـ - الرئيس الجزائري اليمين زروال يعين إسماعيل حمداني رئيسًا للحكومة.
- 1422 هـ - طالبان تنسحب من العاصمة الأفغانية كابل وذلك قبل وصول قوات التحالف الشمالي الأفغاني إليها وذلك أثناء الحرب الأمريكية على أفغانستان.
- 1426 هـ - إجراء أول انتخابات برلمانية في منطقة «دولة أرض الصومال» الانفصالية؛ أملاً في تعزيز مطالبتها بأن تصبح دولة معترفًا بها، ولإثبات أنها نموذج للديمقراطية في الصومال الذي يفتقر لحكم القانون. وتعدّ هذه الانتخابات أول انتخابات برلمانية على أساس حزبي تشهدها المستعمرة البريطانية السابقة منذ إعلان دولة أرض الصومال من جانب واحد.
- 1428 هـ - هجوم انتحاري على ثكنة عسكرية في الجزائر يخلف 30 قتيلًا.
- 1433 هـ - الإعلان عن انطلاق معركة دمشق بين أطراف الحرب الأهلية السورية.

## مواليد
- 1322 هـ - عمر التلمساني، المرشد الثالث لجماعة الإخوان المسلمون.
- 1363 هـ - هدى حداد، مغنية وممثلة لبنانية.
- 1368 هـ - محسن صالح، لاعب ومدرب كرة قدم مصري.
- 1382 هـ - حكيم عليوان، لاعب كرة سلة أمريكي من أصل نيجيري.
- 1394 هـ - عبير أحمد، ممثلة مصرية تعمل في الكويت.
- 1402 هـ - نذير بلحاج، لاعب كرة قدم جزائري.

## وفيات
- 125 هـ - يحيى بن زيد بن علي بن الحسين، ثائر من أحفاد علي بن أبي طالب.
- 581 هـ - أبو القاسم السهيلي، علامة وكاتب وإمام حافظ.
- 961 هـ - عبد الله بن ساسي السباعي، مقاوم ومجاهد مغربي.
- 774 هـ - ابن كثير، إمام حافظ ومفسر ومؤرخ مسلم.
- 1351 هـ - عيسى بن علي آل خليفة، حاكم البحرين.
- 1383 هـ - بشارة الخوري، رئيس الجمهورية اللبنانية الأول في عهد الاستقلال.
- 1397 هـ - كمال الدين الطائي، فقيه حنفي وصحفي عراقي.
- 1412 هـ - عبلة بنت الطاهر، أميرة مغربية وهي والدة الحسن الثاني.
- 1414 هـ - نور الدمرداش، مخرج مصري.
- 1416 هـ - مصطفى سيد أحمد، مغن سوداني.

## وصلات خارجية
- صحيفة اليوم: حدث في مثل هذا اليوم.
- موقع قصة الإسلام: حدث في شهر شعبان.